# 王爾祿
王爾祿（1614年—1688年），字念尼，北直隸保定府清苑縣（今河北省保定市）籍湖廣黄陂人，清初政治人物。

## 生平
明崇禎九年（1636年）丙子科順天鄉試第九十一名舉人。崇禎十六年（1643年），登癸未科進士。明亡仕清，順治間，授禮部員外郎。順治二年（1645年），改山東按察使司僉事、負責揚州江海道。后改湖廣按察使司僉事、分守武昌道。順治三年，任湖北學政。順治六年，升任浙江按察使司副使	、負責浙江寧紹兵備道。順治十年，升任太僕寺卿。順治十二年，改刑部右侍郎，后升左侍郎。

## 家族
曾祖王士，教諭。祖父王鍾華，赠奉直大夫户部员外郎。父王默，癸卯舉人，累授户部郎中，升凤翔知府，授奉直大夫。